# Microscópio eletrônico de varredura por transmissão
Um  microscópio eletrônico de varredura por transmissão (MEVT, ou STEM, do inglês scanning transmission electron microscope) é um tipo de microscópio eletrônico de transmissão (MET). Como com qualquer dispositivo de iluminação por transmissão, os elétrons passam através de um espécime suficientemente fino. Entretanto, o MEVT é distinto dos microscópios eletrônicos de transmissão convencional (METC) por focar o feixe de elétrons em uma região estreita, que é varrido sobre a amostra em um mapeamento de pontos (a varredura).
A varredura do feixe através da amostra faz os microscópios adequados para técnicas de análise tais como mapeamento por espectroscopia por energia dispersiva de raios X (EDX, energy-dispersive X-ray spectroscopy), espectroscopia de perda de energia de elétrons (EELS, electron energy loss spectroscopy) e imagem de campo escuro anular (ADF, annular dark-field imaging). Estes sinais podem ser obtidos simultaneamente, permitindo correlação direta entre imagem e dados quantitativos.
Pelo uso de um MEVT e um detector de alto ângulo, é possível formar imagens de resolução atõmica onde o contraste é diretamente relacionado ao número atômico (imagem de contraste z). A imagem diretamente interpretável pelo contraste z faz as imagens geradas por MEVT com um detector de alto ângulo atrativas. Isto se dá em contraste à técnica de microscopia eletrônica de alta resolução convencional, a qual usa contraste de fase, e consequentemente produz resultados que necessitam interpretação por simulação.

## História
Em 1925, Louis de Broglie primeiramente teorizou as propriedades ondulatórias de um elétron, com um comprimento de onda substancialmente menor que a luz visível. Isso permitiria a utilização de elétrons para obter imagens de objetos muito menores que o limite de difração anterior, estabelecido pela luz visível. O primeiro MEVT foi construído em 1938 pelo Barão Manfred von Ardenne, trabalhando em Berlim para a Siemens. Entretanto, os resultados foram inferiores àqueles dos microscópios eletrônicos de transmissão de seu tempo, e von Ardenne despendeu dois anos trabalhando no problema. O microscópio foi destruído em um ataque aéreo em 1944, e von Ardenne não retornou a este campo de pesquisas após a Segunda Guerra Mundial.
A técnica não veio a se desenvolver até os anos 1970, com Albert Crewe na Universidade de Chicago com o desenvolvimento do canhão de emissão por campo e adicionando uma lente objetiva de alta qualidade para criar o moderno MEVT, e demonstrando a capacidade de obter imagens de átomos usando a técnica de imagem de campo escuro anular.
Crewe e colaboradores na Universidade de Chicago desenvolveram a fonte de emissão fria de elétrons e construíram um MEVT capaz de visualizar átomos pesados isolados sobre substratos de carbono.
Análise química com resolução atômica usando o MEVT foi primeiramente relatada em 1993.

## Correção de aberrações
Máquinas de aberrações corrigidas tem fornecido sondagens eletrônicas com dimensões menores que 1 angstrom (0,1 milionésimo de milímetro). Isto permitiu um novo regime de produção de imagens atômicas.

## Ambiente da sala
Microscópios eletrônicos de varredura por transmissão de alta resolução necessitam de ambientes de salas excepcionalmente estáveis. Para a obtenção de imagens com resolução atômica a sala deve ter uma quantidade limitada de vibração, flutuações de temperatura, ondas eletromagnéticas e ondas acústicas.

## Aplicações biológicas
A primeira aplicação deste método para a obtenção de imagens de moléculas biológicas foi demonstrada em 1971. A motivação para MEVT para amostras biológicas é particularmente feita pelo uso de microscopia de campo escuro, onde o MEVT é mais eficiente que um MET convencional, permitindo imagens de alto contraste de amostras biológicas sem a necessidade de coloração. O método tem sido amplamente utilizado para resolver uma série de problemas estruturais em biologia molecular.